# Tessaropa boliviana
Tessaropa boliviana là một loài bọ cánh cứng trong họ Cerambycidae.